# Carla Marins
Carla Cristina Marins, née le 7 juin 1968 à Campos dos Goytacazes, est une actrice brésilienne.

## Vie personnelle
L'actrice est mariée à l'entraîneur personnel Hugo Baltazar depuis 2006, avec qui elle a un fils, Leon, né le 16 octobre 2008.

## Filmographie

### Télévision
- 1986 - Hipertensão.... Carola
- 1987 - Bambolê.... Cristina Galhardo
- 1988 - Bebê a Bordo.... Sininho
- 1989 - O Sexo dos Anjos.... Gigi
- 1990 - A, E, I, O... Urca.... Suzy Lee
- 1990 - Araponga.... Arlete
- 1992 - Pedra sobre Pedra.... Eliane
- 1993 - O Mapa da Mina.... Elisa Souto
- 1993 - Caso Especial (ep. O Besouro e a Rosa).... Rosa
- 1994 - Tropicaliente.... Dalila
- 1995 - Une histoire d'amour.... Joyce Assunção
- 1997 - A Indomada.... Dinorá
- 1997 - A Comédia da Vida Privada (ep. Papai Foi à Lua).... Laurinha
- 1998 - Você Decide (ep. A Neta).... Andréa
- 1999 - Você Decide (ep. Assunto de Família)
- 1999 - Vila Madalena.... Nancy
- 2000 - Brava Gente (ep. O Casamento Enganoso).... Estefânia
- 2001 - Porto dos Milagres.... Judite dos Reis
- 2002 - A Grande Família (ep. Vai Ser Tuco na Vida).... Rosemary
- 2003 - Sítio do Picapau Amarelo.... Mula-sem-cabeça
- 2003 - Kubanacan.... Oleana
- 2005 - Bang Bang.... Alba
- 2006 - Pé na Jaca.... Dorinha
- 2006 - Papai Noel Existe.... filha de Jonas
- 2008 - Faça Sua História.... Adalgisa (Gigi)
- 2010 - Uma Rosa com Amor.... Serafina Rosa Petrone
- 2011 - Morde & Assopra.... Amanda
- 2012 - Malhação.... Alice Miranda
- 2013 - As Canalhas.... Irmã Angélica
- 2017 - Apocalipse.... Tiatira Abdul